# Seznam olympijských medailistů ve sportovním lezení
Toto je seznam olympijských medailistů ve sportovním lezení. Sportovní lezení bylo poprvé na programu Letních olympijských her 2020 v Tokiu.

## Muži

### Kombinace
Na LOH 2020 zahrnovala kombinace lezení na rychlost, bouldering a lezení na obtížnost, na LOH 2024 zahrnovala pouze bouldering a lezení na obtížnost.
| Rok        | Zlato                                 | Stříbro                                          | Bronz                           |
| ---------- | ------------------------------------- | ------------------------------------------------ | ------------------------------- |
| Tokio 2020 | Alberto Ginés López · Španělsko (ESP) | Nathaniel Coleman · Spojené státy americké (USA) | Jakob Schubert · Rakousko (AUT) |
| Paříž 2024 | Toby Roberts · Velká Británie (GBR)   | Sorato Anraku · Japonsko (JPN)                   | Jakob Schubert · Rakousko (AUT) |

### Lezení na rychlost
Lezení na rychlost je jako samostatná olympijská disciplína od LOH 2024.
| Rok        | Zlato                              | Stříbro                | Bronz                                     |
| ---------- | ---------------------------------- | ---------------------- | ----------------------------------------- |
| Paříž 2024 | Veddriq Leonardo · Indonésie (INA) | Wu Pcheng · Čína (CHN) | Sam Watson · Spojené státy americké (USA) |

## Ženy

### Kombinace
Na LOH 2020 zahrnovala kombinace lezení na rychlost, bouldering a lezení na obtížnost, na LOH 2024 zahrnovala pouze bouldering a lezení na obtížnost.
| Rok        | Zlato                               | Stříbro                                           | Bronz                            |
| ---------- | ----------------------------------- | ------------------------------------------------- | -------------------------------- |
| Tokio 2020 | Janja Garnbretová · Slovinsko (SLO) | Mihó Nonakaová · Japonsko (JPN)                   | Akijo Noguči · Japonsko (JPN)    |
| Paříž 2024 | Janja Garnbretová · Slovinsko (SLO) | Brooke Raboutouová · Spojené státy americké (USA) | Jessica Pilzová · Rakousko (AUT) |

### Lezení na rychlost
Lezení na rychlost je jako samostatná olympijská disciplína od LOH 2024.
| Rok        | Zlato                                 | Stříbro                   | Bronz                             |
| ---------- | ------------------------------------- | ------------------------- | --------------------------------- |
| Paříž 2024 | Aleksandra Mirosławová · Polsko (POL) | Teng Li-ťüan · Čína (CHN) | Aleksandra Kalucká · Polsko (POL) |

## Medailové pořadí zemí
| Pořadí             | Země                         | Zlato | Stříbro | Bronz | Celkem |
| ------------------ | ---------------------------- | ----- | ------- | ----- | ------ |
| 1.                 | Slovinsko (SLO)              | 2     | 0       | 0     | 2      |
| 2.                 | Polsko (POL)                 | 1     | 0       | 1     | 2      |
| 3.                 | Španělsko (ESP)              | 1     | 0       | 0     | 1      |
| 3.                 | Velká Británie (GBR)         | 1     | 0       | 0     | 1      |
| 3.                 | Indonésie (INA)              | 1     | 0       | 0     | 1      |
| 4.                 | Japonsko (JPN)               | 0     | 2       | 1     | 3      |
| 4.                 | Spojené státy americké (USA) | 0     | 2       | 1     | 3      |
| 5.                 | Čína (CHN)                   | 0     | 2       | 0     | 2      |
| 6.                 | Rakousko (AUT)               | 0     | 0       | 3     | 3      |
| Celkem po LOH 2024 | Celkem po LOH 2024           | 6     | 6       | 6     | 18     |